# Henry Percy, 1. Baron Percy

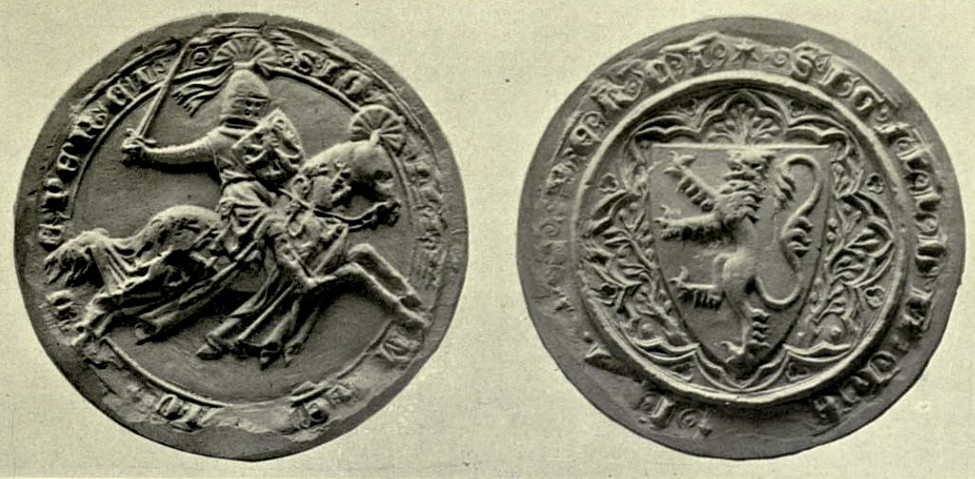
Siegel von Henry Percy, 1. Baron Percy

Henry Percy, 1. Baron Percy (of Alnwick) (* um 25. März 1273 in Petworth House, Sussex; † zwischen 2. und 10. Oktober 1314) war ein englischer Adliger und Militär. Er erwarb Alnwick Castle und baute damit die Stellung der Familie Percy in Nordengland entscheidend aus.

## Herkunft
Percy war ein jüngerer Sohn von Sir Henry de Percy und von seiner Frau Eleanor, einer Tochter von John de Warenne, 6. Earl of Surrey. Sein Vater war im August 1272 gestorben, Percy wurde als postumer Sohn geboren. Nach dem Tod seines älteren Bruders John, der vor dem 11. Juni 1294 starb, wurde er Erbe der Besitzungen seines Vaters in Yorkshire und Südengland.

## Militärische Karriere

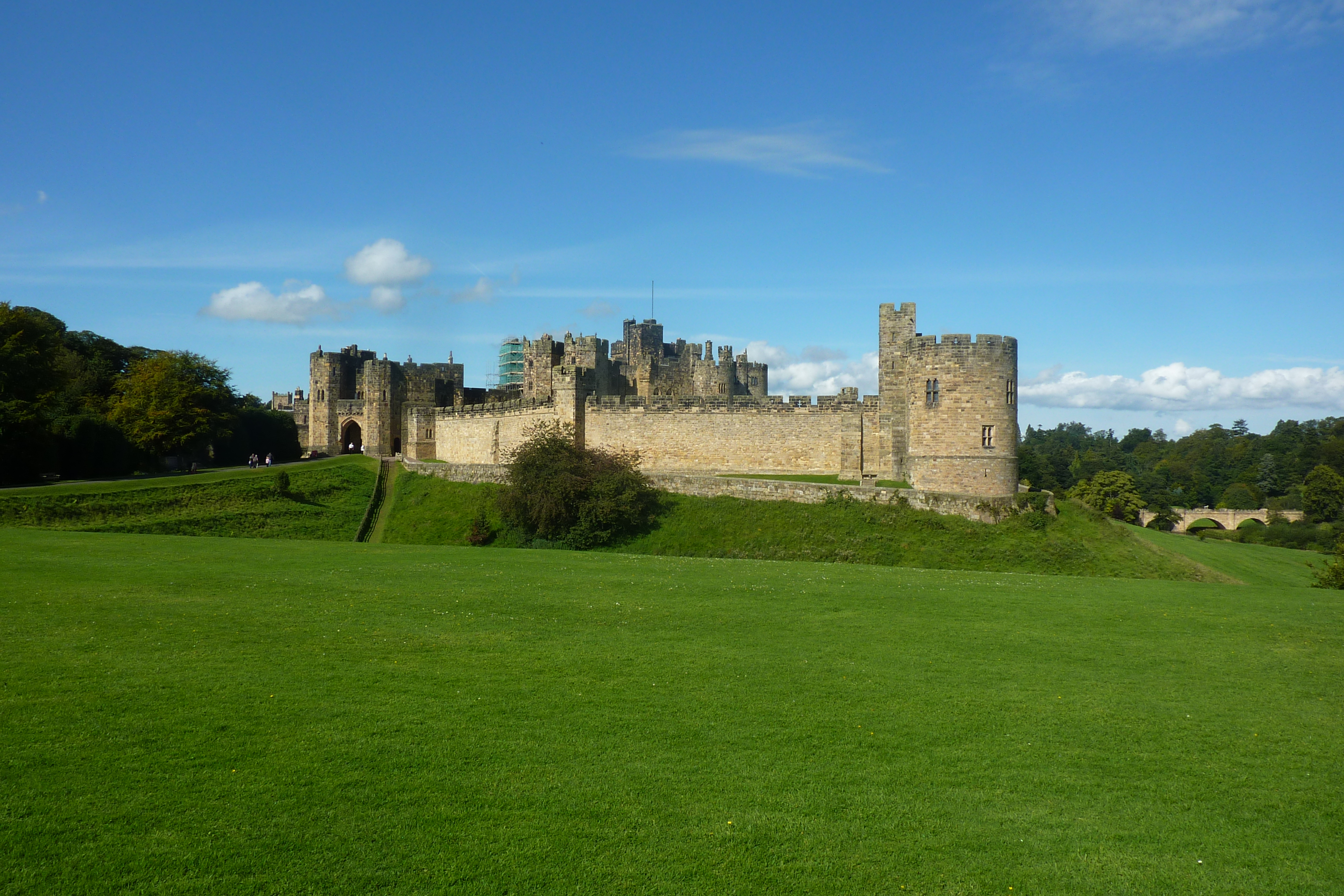
Das 1309 von Percy erworbene Alnwick Castle ist bis heute Sitz der Familie Percy. Fotografie von 2011

Nachdem Percy an der Niederschlagung des walisischen Aufstands von 1294 teilgenommen hatte, nahm er in den folgenden Jahren an den Feldzügen des Ersten Schottischen Unabhängigkeitskriegs teil. Er war an der Eroberung und Plünderung von Berwick beteiligt und wurde von König Eduard I. am 30. März 1296 zum Ritter geschlagen. Am 27. April 1296 kämpfte er in der Schlacht bei Dunbar, in der er sich so bewährte, dass er von nun an zu den führenden Kommandeuren des Königs gehörte. Im September 1296 wurde er Verwalter von Galloway und Ayrshire sowie Justiciar von Dumfries, in den nächsten Jahren nahm er diese und andere Ämter wiederholt wahr. Im Juli 1297 gehörte er zu den englischen Baronen, die die Unterwerfung der schottischen Prälaten und Adligen entgegennahmen. Nach der Schlacht von Stirling Bridge im September 1297 stellte er eine neue Armee auf, um nach dieser Niederlage die englische Vormachtstellung zurückzugewinnen. Zusammen mit fünf anderen englischen Magnaten bot er ein Heer von 500 Rittern und schweren Reitern für den Kampf in Schottland auf, davon stellte er 50 schwere Reiter. 1300 nahm er an der Belagerung von Caerlaverock Castle teil. Zur Niederschlagung der schottischen Erhebung unter Robert the Bruce wurde er am 5. April 1306 zum Stellvertreter des Königs und Kommandeur der englischen Truppen in Lancaster, Westmorland, Cumberland, Ayr, Wigtown, Dumfries und Galloway ernannt. Auch am Feldzug, während dessen Eduard I. im Juli 1307 starb, nahm Percy teil.
Für seine Dienste als einer der führenden Kommandeure des Königs erhielt er stattliche Belohnungen vom König, die sich mit der Dauer seines Dienstes steigerten. Durch Writ of Summons war er am 6. Februar 1299 als Baron Percy in das Parlament berufen worden. Am 20. Februar 1299 erhielt er von seinem Cousin Ingelram de Balliol dessen Besitzungen in England und Schottland, nachdem dessen Erbe anscheinend gegen den König rebelliert hatte. Neben zwei Gütern in England brachte dies Percy die schottische Baronie von Urr sowie Red Castle in Angus. 1304 erhielt er das Earldom Buchan, das er jedoch bald wieder verlor, nachdem sich John Comyn, der schottische Titelinhaber wieder König Eduard I. unterwarf. Percy wurde dafür reich entschädigt. Vermutlich im April 1306 erhielt er nach der Rebellion von Robert the Bruce das Earldom Carrick. Im Februar 1307 belagerte Robert the Bruce Percy in Turnberry Castle, bis Eduard I. ein Entsatzheer zu der Burg führte. Zumindest zeitweise konnte Percy Teile von Carrick beherrschen.
Durch die Kriege in Schottland war Percy wohl mit Bischof Antony Bek von Durham in Kontakt gekommen. Der Bischof des nordenglischen Bistums übergab ihm Alnwick Castle, was für die weitere Entwicklung der Familie Percy entscheidende Bedeutung hatte. Durch den Erwerb von Alnwick wurden die Percys die wichtigsten Grundbesitzern in Nordostengland. Percy hatte wohl noch die Hoffnung, seine schottischen Besitzungen zurückerobern zu können, so dass Alnwick eine Verbindung zwischen seinen Besitzungen in Yorkshire und den beanspruchten Besitzungen in Schottland gebildet hätte. Die Urkunde der Übertragung ist auf den 19. November 1309 datiert, doch die Übertragung war ein komplizierter rechtlicher Vorgang, denn nach einer Vereinbarung vom 1. April 1310 behielt sich der Bischof bis Ende September des Jahres ein Rückkaufrecht vor. Angeblich verwaltete Antony Bek die Burg für William, einen unehelichen Sohn von William de Vescy († 1297), dem letzten Vesci von Alnwick. Vermutlich musste Percy dem Bischof für die Burg eine stattliche Summe zahlen, wofür er bei den italienischen Bankiers Bellardi aus Lucca einen Kredit aufnahm.

## Angehöriger der Adelsopposition gegen Eduard II.
Als einer der mächtigsten englischen Barone und wichtigsten Heerführer spielte Percy auch während der Herrschaft von König Eduard II. eine große Rolle. Zu Beginn von dessen Herrschaft hatte er noch ein gutes Verhältnis zum König und zu dessen Günstling Piers Gaveston. Im Gegensatz zu vielen anderen Magnaten war er noch im August 1310 dem Aufruf des Königs gefolgt und nahm an der Ratsversammlung in Northampton teil, auf der das weitere Vorgehen in Schottland diskutiert wurde. Der anschließende Feldzug nach Schottland im Herbst 1310 wurde ein Fehlschlag. Nach dem Zusammenbruch der englischen Vorherrschaft über Schottland hatte Percy wohl erkannt, dass England keine weiteren Kriege mehr führen konnte und dringend einen Frieden benötigte. Er schloss sich schließlich der Adelsopposition gegen den König und seinen Günstling Gaveston an. Zwar gehörte er nicht zu den Lords Ordainer, die ein Konzept zur Reform der königlichen Herrschaft ausarbeiteten, doch war er einer der Ratgeber des Königs, die am 5. Oktober 1311 die von den Lords Ordainer ausgearbeiteten  Ordinances im Kirchhof von St Paul’s Cathedral in London verkündeten. Die Lords Ordainer, die faktisch die Regentschaft übernommen hatten, belohnten Percy bereits am 20. März 1311 durch die Übertragung der Verwaltung der Temporalien des nach dem Tod von Bischof Antony Bek vakanten Bistums Durham, dazu wurde er am 2. Dezember 1311 Richter für die Forests beyond Trent und am 18. Dezember 1311 Verwalter von Bamburgh Castle.
Als König Eduard II. 1312 offen die Ordinances missachtete und Gaveston entgegen dem Verbot der Lords Ordainer aus seinem Exil zurückkehrte, gehörte Percy zu den Adligen, die nun militärisch gegen Gaveston vorgingen. Zwar setzte der König Percy als Richter für die Forests beyond Trent ab und vergab dieses Amt an Gaveston, doch Percy überwachte zusammen mit Roger de Clifford den nördlichen Teil Englands. Zusammen mit Clifford konnte Percy Anfang April beinahe den König und Gaveston bei Newcastle gefangen nehmen. Schließlich belagerte er zusammen mit den Earls of Pembroke und Surrey Gaveston in Scarborough Castle. Gaveston ergab sich am 19. Mai 1312 und wurde Pembroke übergeben. An der Hinrichtung Gavestons war Percy jedoch nicht beteiligt. Danach nahm der König mit seinen oppositionellen Adligen wieder Verhandlungen auf, die zu einem oberflächlichen Ausgleich führten. Der gedemütigte König musste Percy am 16. Oktober 1313 seine Beteiligung an der Gefangennahme Gavestons verzeihen.
Vermutlich war Percy im Sommer 1314 bereits krank, denn er nahm in diesem Jahr wahrscheinlich nicht an dem Feldzug gegen Schottland teil und wurde deshalb auch nicht in die Niederlage von Bannockburn verwickelt. Er wurde in Fountains Abbey begraben.

## Familie und Nachkommen
Er heiratete vor Juni 1294 Eleanor FitzAlan († 1328), eine Tochter von John FitzAlan und Schwester von Sir Richard FitzAlan. Er hatte mit ihr zwei Söhne:
- Henry Percy, 2. Baron Percy († 1352)
- William Percy († 1355)

Sein Erbe wurde schließlich sein ältester Sohn Henry.